# Kemalismus

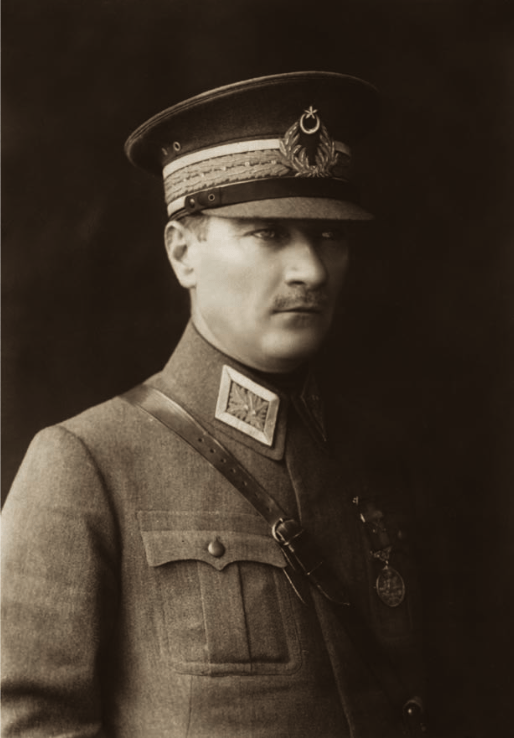
Mustafa Kemal Atatürk (1925)

Der Kemalismus (türkisch zumeist Atatürkçülük, wörtlich Atatürkismus, seltener auch Kemalizm) ist die Gründungsideologie der 1923 ausgerufenen Republik Türkei.
Diese ist nach Mustafa Kemal Atatürk benannt und wird durch die sogenannten sechs Pfeile (Altı Ok) symbolisiert, die für Republikanismus (als bestgeeignete Staatsform), Laizismus (d. h. die Trennung zwischen Religion und Staat), Populismus (als Ausdruck einer auf die Interessen des Volkes, nicht einer Klasse gerichteten Politik), Revolutionismus (im Sinne einer stetigen Fortführung von Reformen), Nationalismus (als Wendung gegen ein multiethnisches und religiöses Staatskonzept osmanischen Zuschnitts) und Etatismus (mit partieller staatlicher Wirtschaftslenkung) stehen. Der Kemalismus war indes nie antireligiös, sondern konzentrierte sich allein auf die staatliche Kontrolle von Religion.
Der Kemalismus ist seit 1931 auch zentraler Bestandteil des Parteiprogramms der von Atatürk 1923 gegründeten und heutigen größten Oppositionspartei Cumhuriyet Halk Partisi (CHP).
Seit der Machtübernahme der rechtspopulistischen Adalet ve Kalkınma Partisi (AKP) im Jahre 2002 ist jedoch eine Reislamisierung und ein Zurückdrängen des Kemalismus feststellbar.

## Definition des Begriffs
In der europäischen Presse wurde der Begriff Kemalismus bereits 1919 als Sammelbezeichnung für den damals als „islamistisch“ bezeichneten Widerstand unter Mustafa Kemal verwendet. In der Türkei taucht der Begriff erst Anfang der 1930er auf und verweist auf die Reformbewegung durch die Republikanische Volkspartei. Von da an gibt es mehrere Versuche, der Politik Mustafa Kemals eine ideologische Basis zu geben, z. B. in den Zeitschriften Kadro (eher marxistisch) oder im Munis Tekinalps 1936 erschienenen Werk Kemalizm (eher bürgerlich-nationalistisch).
Atatürk selbst sprach kaum vom „Kemalismus“, sondern von „Leitlinien der Partei“, die erst im Parteiprogramm im Jahr 1935 als Prinzipien des Kemalismus vorgestellt wurden. Im gleichen Parteiprogramm ist die Rede, dass die Gültigkeit dieser Prinzipien nicht nur auf einige wenige Jahre beschränkt ist, sondern auch für die Zukunft formuliert sind. Gegen die dogmatische Auslegung verwehrte er sich allerdings, dagegen sprach auch sein eher pragmatisches Verhalten, welches laut Daniel Lerner und Richard Robinson nicht dem Festhalten an einer „a priori religiösen Doktrin oder politischen Ideologie“ entsprach.
Die genaue Definition und ob und wie der Kemalismus als Ideologie zu deuten ist, ist Gegenstand von Debatten.

## Kemalismus in der Verfassung
Die sechs Prinzipien erhielten am 5. Februar 1937 – 14 Jahre nach Staatsgründung – Verfassungsrang. Artikel 2 Satz 1 des Verfassungsgesetzes der Republik Türkei von 1924 lautete von da an:
Der Staat Türkei ist republikanisch, nationalistisch, volksverbunden, etatistisch, laizistisch und revolutionär.
Sowohl nach dem Militärputsch von 1960 als auch nach dem von 1980 veranlassten die Türkischen Streitkräfte eine grundlegende Überarbeitung der Verfassung, deren Text jeweils per Volksentscheid (1960, 1980) gebilligt wurde. Dabei ging der direkte Bezug auf die sechs Prinzipien verloren.
In der Verfassung von 1961 wurden zunächst Menschenrechte, Rechtsstaatlichkeit und Sozialstaatlichkeit stärker betont: Der Artikel 2 Satz 1 lautete nun:

„Die türkische Republik ist eine auf den Menschenrechten und den in der Präambel festgesetzten Grundprinzipien begründeter nationaler, demokratischer, laizistischer und sozialer Rechtsstaat.“

In der im November 1982 in Kraft getretenen Verfassung der Republik Türkei schließlich wurde der Friede der Gemeinschaft und die nationale Solidarität, aber auch explizit Atatürks Nationalismus in den Satz aufgenommen – Artikel 2 Satz 1 lautet seitdem:

„Die Republik Türkei ist ein im Geiste des Friedens der Gemeinschaft, der nationalen Solidarität und der Gerechtigkeit die Menschenrechte achtender, dem Nationalismus Atatürks verbundener und auf den in der Präambel verkündeten Grundprinzipien beruhender demokratischer, laizistischer und sozialer Rechtsstaat.“

Konstant blieben über die Jahre hinweg nur die Prinzipien des Laizismus und Nationalismus und der Republik im Wortlaut in der Verfassung verankert.

Die sechs Pfeile in der Flagge der Republikanischen Volkspartei (Türkei)

## Sechs Pfeile des Kemalismus

### Republikanismus
Republikanismus (cumhuriyetçilik) bedeutete, dass die junge Türkei eine republikanische Staatsform und keine andere (vgl. Art. 1 der Verfassung) erhielt.
Die Monarchie in Form des osmanischen Sultanats, das Kalifat und das Millet-System wurden abgeschafft.

### Populismus

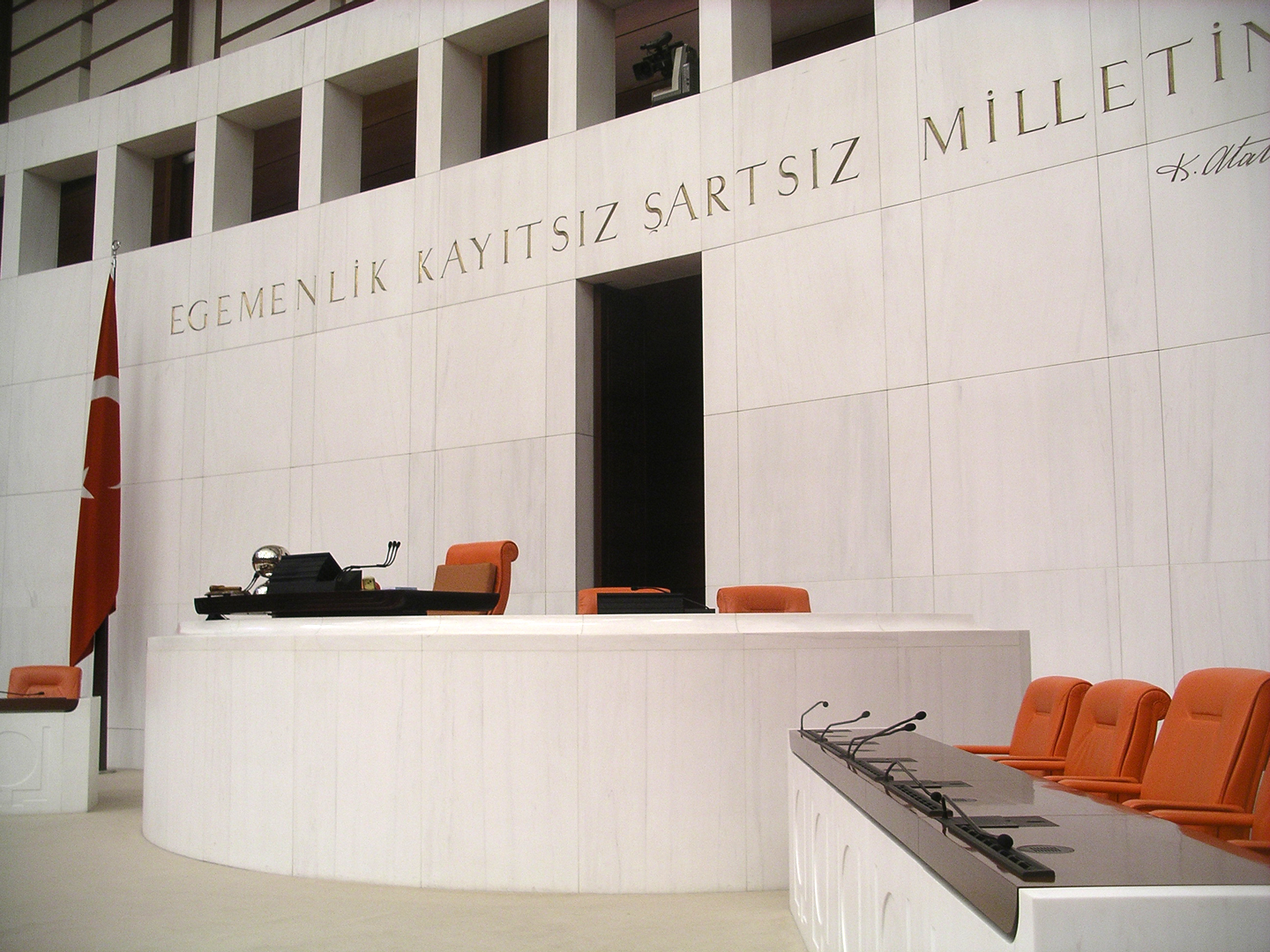
„Die Souveränität gehört bedingungslos dem Volk“ an der Wand des Parlaments

Mit Populismus (halkçılık) ist bei Atatürk nicht der Populismus im heute gebräuchlichen Sinne gemeint, sondern das Konzept einer klassenübergreifenden gesellschaftlichen Kooperation. Dies äußerte sich insbesondere in der Adaption des schweizerischen Zivilgesetzbuches. Beeinflusst wurde dieser Populismus durch die solidarischen Konzepte von Émile Durkheim und Léon Bourgeois. Der Populismus sollte dazu beitragen, das Volk für den Aufbau eines modernen Staates zu mobilisieren. Seinen Ausdruck fand er unter anderem in der rechtlichen Gleichstellung der Frau. Später diente der Grundsatz zur Rechtfertigung des Ein-Parteien-Systems: Das Volk wird durch die Partei repräsentiert.

### Laizismus
Laizismus (laiklik) bedeutete in der Türkei die Nichteinmischung religiöser Würdenträger in staatliche Belange. Erreicht wurde dies primär durch die Kontrolle des religiösen Apparats und das Verbot religiöser Parteien. Zwar bestimmte die erste Verfassung der Türkei, dass die Religion des türkischen Staates der Islam sei, aber dieser Passus wurde bereits vier Jahre später gestrichen. Laizismus wurde als eines der Staatsprinzipien im Jahr 1937 in die damals gültige Verfassung aufgenommen. Das türkische Verfassungsgericht definierte Laizismus u. a. als Befreiung der Religion von der Politisierung.
Folgende Reformen zeigen den Versuch, die Gesellschaft zu säkularisieren: Abschaffung des Kalifats, Vereinheitlichung des Schulwesens, Verbot der Vielehe, Aufhebung des islamischen Rechts, Einführung westlicher Kleidung (Hutgesetz), des lateinischen Alphabets und des gregorianischen Kalenders und das Verbot religiöser Parteien. Für religiöse Fragen wurde eine staatliche Religionsbehörde geschaffen: das Präsidium für religiöse Angelegenheiten. Das sogenannte Diyanet bezahlt die Imame, unterhält die Moscheen und war bis zu dessen Abschaffung 2018 dem türkischen Ministerpräsidialamt angegliedert, seitdem ist es direkt dem türkischen Präsidenten unterstellt.

### Revolutionismus
Revolutionismus (ursprünglich inkılâpçılık, heute devrimcilik) bezeichnet den Grundsatz, die Umgestaltung der türkischen Gesellschaft auch nach den großen Reformen der 1920er Jahre voranzutreiben. Ferner zielt der Terminus auf die umfassende Modernisierung des Staates. Die traditionellen osmanischen Institutionen wurden durch zeitgemäße Einrichtungen ersetzt.

### Nationalismus
Atatürks Ziel war es, aus dem Vielvölkerstaat des Osmanischen Reiches einen Nationalstaat zu formen. Der Nationalismus (milliyetçilik) diente diesem Zweck. Grundlage des Nationalgefühls war eine gemeinsame Sprache und die gemeinsame Geschichte der Bewohner des Landes. Die Sprach- und Schriftreform sowie die „kemalistisch konstruierte“ türkische Geschichtsthese dienten der Stärkung des türkischen Nationalismus. Der identitätsstiftende Islam wurde verboten und durch eine weltliche, nationalistische Ideologie ersetzt. Auch der traditionell arabische Gebetsruf der Muslime ("Adhān") wurde verboten und durch eine Übersetzung in türkischer Sprache ersetzt.
Die im Staatsgebiet der Türkei lebenden ethnischen Volksgruppen wie Kurden u. a. wurden jedoch geleugnet und unterdrückt. Minderheitenrechte gewährte die Türkei nur partiell. Jeder Bürger, der sich als Türke bezeichnete, wurde als solcher akzeptiert. Der Nationalismus Mustafa Kemals basierte nicht auf dem Begriff der Rasse. Atatürks Nationalismus erteilte dem Turanismus ebenso eine Absage wie dem Panislamismus. Seinen Ausdruck findet der Nationalismus in dem Ausspruch Atatürks: „Froh sei derjenige, der sagt: Ich bin ein Türke.“

### Etatismus
Der Etatismus (devletçilik) meint das Eingreifen des türkischen Staates in die Wirtschaft. Grund waren die fehlende Infrastruktur und mangelnde Industrialisierung. Der Staat wurde überall dort unternehmerisch tätig, wo privatwirtschaftliches Engagement fehlte. Zwischen 1933 und 1938 wurde der Fünfjahres-Industrieplan realisiert.

## Einfluss auf die türkische Gesellschaft

### Eliten als Hüter des Kemalismus
Der Kemalismus bestimmt nach wie vor das politische, kulturelle und religiöse Leben in der Türkei. Ein Großteil der Bevölkerung führt einen westlichen Lebensstil und viele, sich eher als religiös bezeichnende Menschen, halten nach wie vor an den Grundsätzen des Kemalismus fest. Während die intellektuelle Elite sich stets mit Parteien identifiziert hat, die das kemalistische Gedankengut als Maxime verstehen, finden islamische Parteien vor allem bei der religiöseren Bevölkerung Gehör und werden von ihnen als Wahlalternative gewählt. Die Entwicklung der letzten Jahre jedoch ist dahingehend, dass es eine neue islamische Elite gibt, die zunehmend auch intellektuelle Kreise anspricht.
Eine Kontrollfunktion der türkischen Streitkräfte mit dem Ziel, die Verfassung und ihre kemalistischen Prinzipien zu schützen, war lange Zeit gesetzlich verankert. Als Hüter der kemalistischen Ideen sah sich das türkische Militär zuletzt 1980 zu einem Putsch legitimiert, als kommunistische und rechtsextreme Terroristen die Sicherheit des Staates und der Bevölkerung bedrohten und das Militär, wie zuvor 1960 und 1971, in die Politik eingriff. Dem Putsch folgten Monate der Repression politischer Gegner, im Zuge deren nicht nur mit rechtsstaatlichen Mitteln vorgegangen wurde, sondern willkürliche Inhaftierung, Verschleppung und Folter als Maßnahmen systematisch eingesetzt wurden.
Mit den Gesetzesänderungen im Zuge des EU-Prozesses hat das Militär als nicht demokratisch legitimierte Instanz Teile seiner Macht eingebüßt. In den Schulen steht der Kemalismus vom ersten Schuljahr an auf dem Lehrplan.

### Parteien und der Kemalismus
Heute betrachten sich vor allem die Cumhuriyet Halk Partisi (CHP), die Demokratik Sol Parti (DSP), die İYİ Parti (İYİ), die Memleket Partisi und die türkischen Streitkräfte als Vertreter des Kemalismus.
Sowohl rechte als auch linke Parteien beanspruchen die kemalistischen Ideen für sich und instrumentalisieren diese für ihre Politik. Nur die islamisch orientierten Parteien stehen distanziert zum Kemalismus oder lehnen diesen ganz ab. Gründe hierfür sind der propagierte Laizismus und damit die Trennung zwischen Religion und Staat, aber auch die restriktive Behandlung des Islams durch die Kemalisten in den Anfangsjahren der türkischen Republik.
Auch nicht als Parteien organisierte Vereinigungen wie die Vereine zur Förderung des Gedankenguts Atatürks und die Türkische Jugendvereinigung berufen sich auf das Gedankengut Atatürks.